# Stick PC

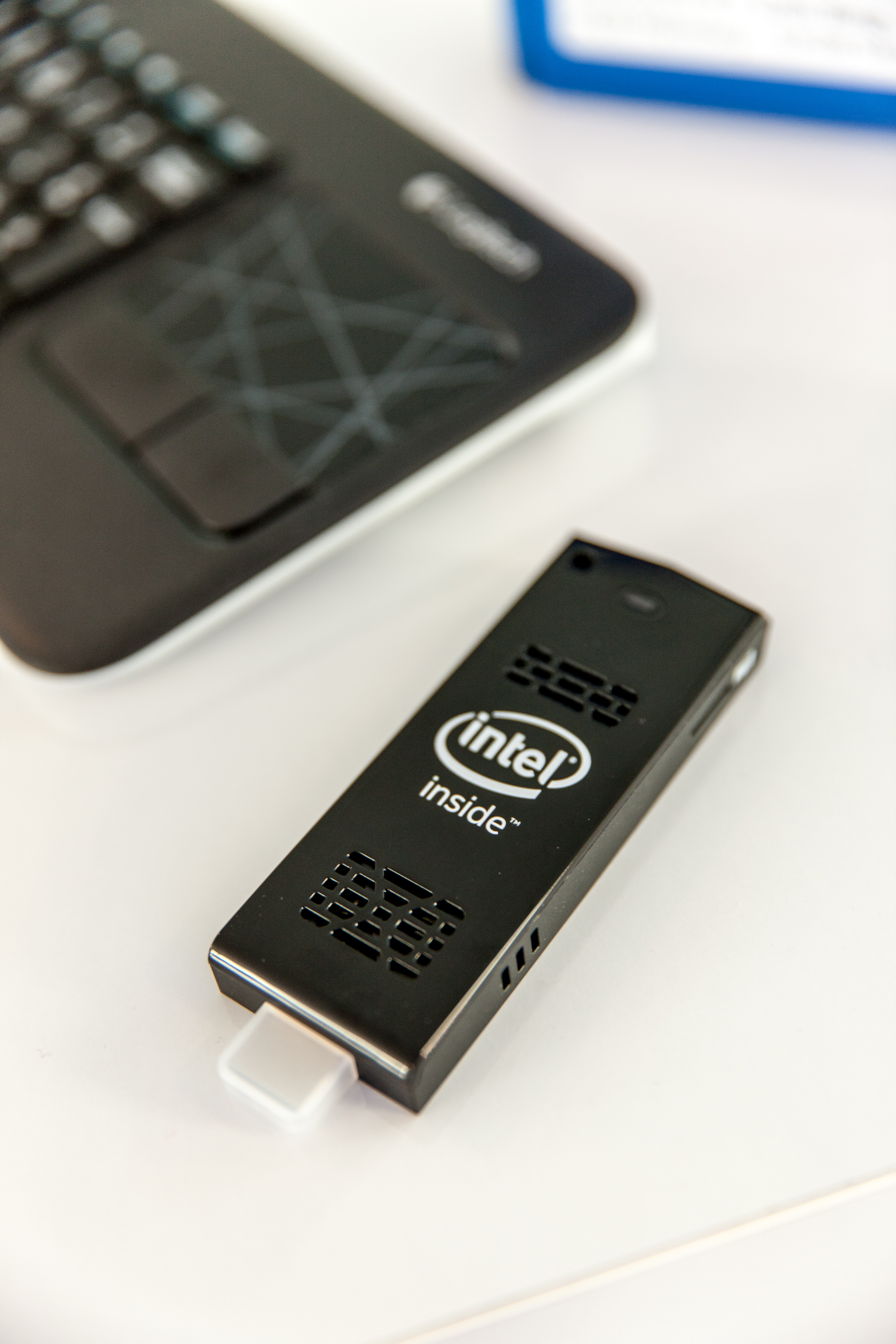
Intel Compute Stick

Uno stick PC è un computer a scheda singola racchiuso in un piccolo involucro allungato, e di solito può essere collegato direttamente ad una porta video HDMI tramite connettore dedicato.

## Storia

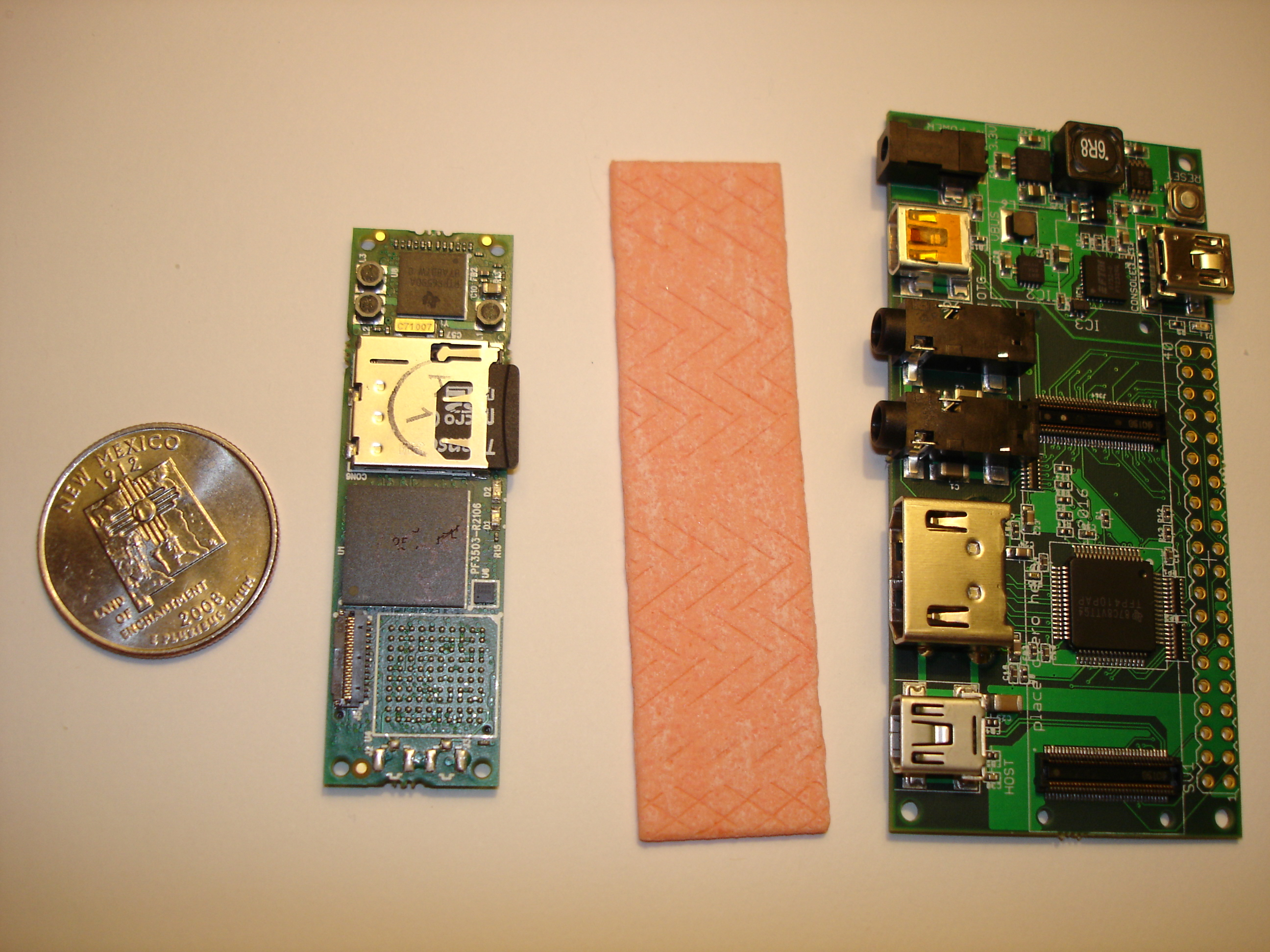
L'idea alla base della creazione di Gumstix (a sinistra) è un PC delle dimensioni di un bastoncino di gomma. Sulla destra è visibile un modulo di estensione

Il primo stick PC, Gumstix, è stato introdotto nel 2003. Questo modello utilizzava architettura ARM System-on-a-chip (SoC) e il kernel Linux nella versione 2.6.
In alternativa, su questo stick era possibile installare Windows CE.
Si basava sull'idea di rendere un PC di dimensioni simili a quello di un normale stick di gomma da masticare.
Un forte impulso al settore è stato determinato dalla crescente offerta di servizi di streaming video tramite smart TV e set-top box concepiti allo scopo.
Nel 2012 sono stati introdotti numerosi PC stick basati su architettura ARM, realizzati con stick collegabili tramite porta HDMI, tra cui la serie Android Mini PC MK802 di Rikomagic, che utilizzava distribuzioni Android o Linux, entrambi basati su tecnologia Linux e Allwinner o Rockchip SoC.
Nel periodo 2013-2014 diversi produttori si sono concentrati sulla realizzazione di stick PC.
MeeGoPad ha rilasciato il primo PC stick basato su tecnologia x86, impiegando allo scopo il processore Intel © Atom ™ Z3735F. Il 24 luglio del 2013, Google ha introdotto il Chromecast, un dispositivo di streaming molto simile, per funzionalità e design, a un PC stick. Il 19 novembre 2014, Amazon ha rilasciato una versione più piccola di Amazon Fire TV denominata Fire TV Stick.

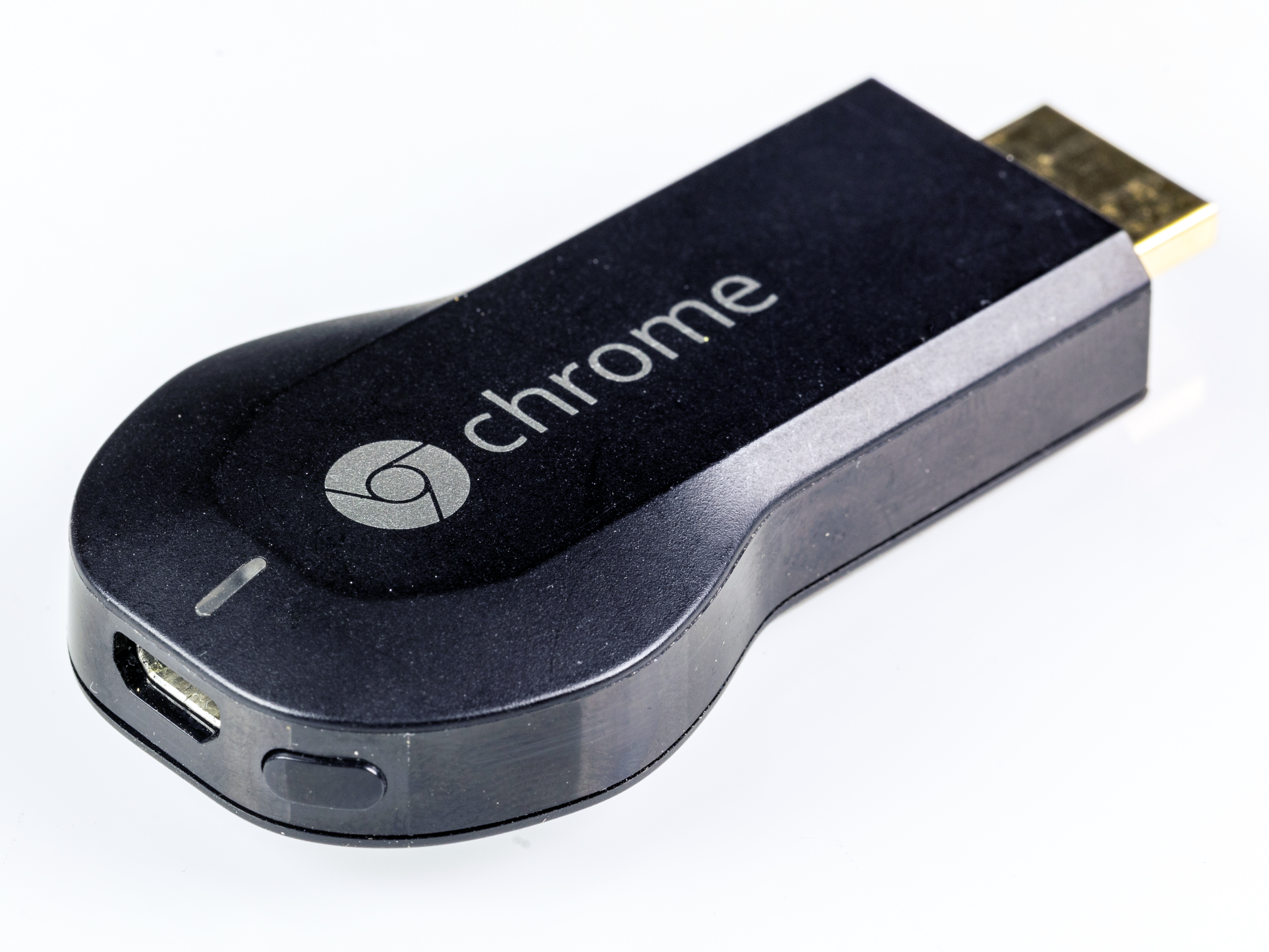
Dispositivo Google Chromecast di prima generazione (2013)

Dalla joint venture tra ASUS e Google è nato invece Chromebit, un PC stick risalente a marzo 2015, basato sul SoC Rockchip RK3288 e dotato di Chrome OS come sistema operativo.
Nel 2016, Intel ha introdotto Intel Compute Stick.

## Descrizione
A differenza dei dispositivi di archiviazione passivi come le chiavette USB, è un dispositivo che ha CPU indipendenti e non si basa su un altro computer per il suo funzionamento. Svolge il ruolo di una unità desktop e necessita tipicamente di monitor, tastiera e mouse esterni.

## Utilizzo
La praticità dei computer stick ha portato Intel al rilascio, nel corso di luglio 2017, del Movidius Neural Compute Stick che includeva un'unità di elaborazione visiva dedicata alla visione in ambito AI. Nel mese di gennaio 2018 è uscito Laceli AI Compute Stick, dotato di unità di processore di rete neurale orientata all'intelligenza artificiale e chiamato Processore neurale Lightspeeur 2801S. Il produttore afferma che si tratta di un dispositivo più potente e più efficiente dal punto di vista energetico rispetto a quello proposto da Movidius. Nel novembre 2018, è uscito Orange Pi AI Stick 2801, con anche il processore neurale Lightspeeur 2801S.

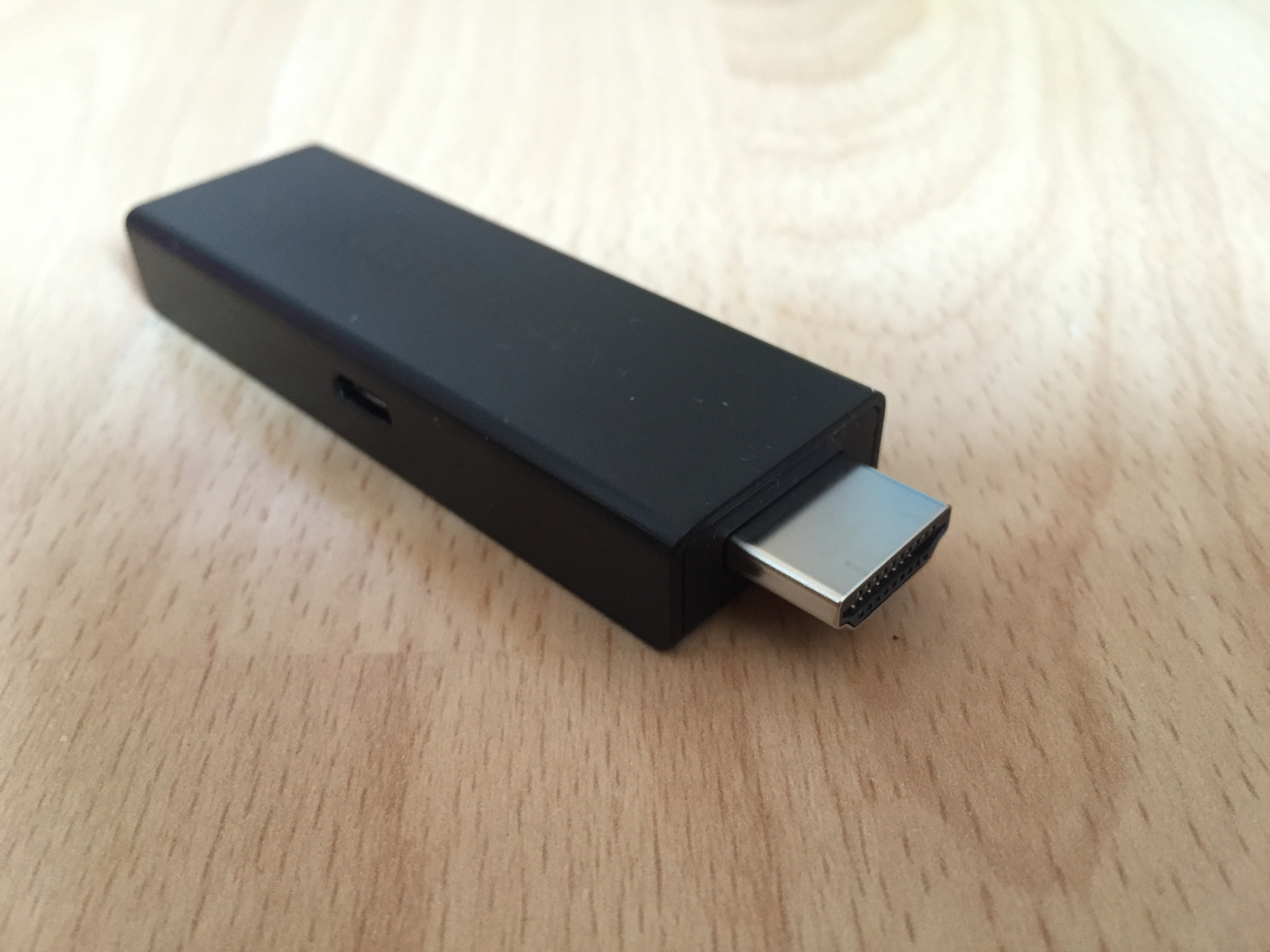
Amazon Fire TV Stick HDMI